# دیه‌گو خانکیرا
 دیه‌گو خانکیرا (انگلیسی: Diego Junqueira؛ زادهٔ ۲۸ دسامبر ۱۹۸۰) یک تنیس‌باز اهل آرژانتین است. 